# Barbosalita
La barbosalita és un mineral de la classe dels fosfats, que pertany al grup de la lazulita. Rep el seu nom en honor del geòleg brasiler Aluízio Licínio de Miranda Barbosa (1916-2013), professor emèrit de geologia de l'Escola de Mines d'Ouro Preto, a Minas Gerais, Brasil.

## Característiques
La barbosalita és un fosfat de fórmula química Fe2+Fe3+
2(PO₄)₂(OH)₂. Cristal·litza en el sistema monoclínic. La seva duresa a l'escala de Mohs és 5,5 a 6.
Segons la classificació de Nickel-Strunz, la barbosalita pertany a «08.BA: Fosfats, etc. amb anions addicionals, sense H₂O, només amb cations de mida mitjana, (OH, etc.):RO₄ sobre 1:1» juntament amb els següents minerals: ambligonita, montebrasita, tavorita, triplita, zwieselita, sarkinita, triploidita, wagnerita, wolfeïta, stanĕkita, joosteïta, hidroxilwagnerita, arsenowagnerita, holtedahlita, satterlyita, althausita, adamita, eveïta, libethenita, olivenita, zincolibethenita, zincolivenita, auriacusita, paradamita, tarbuttita, hentschelita, latzulita, scorzalita, wilhelmkleinita, trol·leïta, namibita, fosfoel·lenbergerita, urusovita, theoparacelsita, turanita, stoiberita, fingerita, averievita, lipscombita, richel·lita i zinclipscombita.

## Formació i jaciments
Va ser descoberta a la mina Sapucaia, a Sapucaia do Norte, Galiléia (Minas Gerais, Brasil). Ha estat descrita en altres localitats de tots els continents excepte a l'Àntàrtida, sent els seus jaciments escassos.